# Herwart Opitz
Herwart Siegfried Opitz (* 4. Juni 1905 in Elberfeld; † 15. Juni 1978 in Aachen) war ein deutscher Ingenieur, Professor für Werkzeugmaschinen und Betriebslehre und Rektor an der RWTH Aachen sowie von 1936 bis 1973 Leiter des dortigen Werkzeugmaschinenlabors (WZL).

## Biographie
Nach dem Abitur 1923 studierte Opitz Maschinenbau an den Technischen Hochschulen München und Berlin und erlangte 1928 sein Diplom. Zwischendurch sammelte er erste praktische Erfahrungen unter anderem bei der Unruh & Liebig AG in Leipzig als Teil der Peniger Maschinenfabrik und Eisengießerei AG sowie bei der Papierwarenfabrik Schmidt & Co in Elberfeld, wo er bereits selbstständig Arbeitsmaschinen, Werkzeuge und Pressen konstruierte.
Nach dem Diplom wechselte er zur RWTH Aachen, wo er unter Adolf Wallichs Assistent am WZL war. Hier promovierte Opitz am 6. November 1930 und habilitierte sich 1934. Nach der Ernennung zum Oberingenieur wechselt er zunächst für zwei Jahre zur Werkzeugfabrik Schiess-Defries AG in Düsseldorf, bevor er am 1. April 1936 wieder nach Aachen zurückkehrte und als Nachfolger Wallichs die Professur für Werkzeugmaschinen und Betriebslehre und zugleich die Position des Direktors des WZL übernahm. Außer einer kriegsbedingten Unterbrechung, während der er auf Grund der vorübergehenden Schließung der RWTH von 1940 bis 1941 eine Vertretungsprofessur an der Technischen Universität Dresden übernahm, blieb er bis zu seiner Emeritierung im Jahr 1973 dem WZL treu und leitete 1958/59 und von 1967 bis 1969 die Hochschule als Rektor.

## Opitz’ Rolle im nationalsozialistischen Staat
Opitz trat zum 1. Mai 1933 der NSDAP bei (Mitgliedsnummer 2.083.404). In dieser Zeit stellte er seine Forschungsarbeit in den Dienst der Rüstungsindustrie. Die RWTH Aachen und das WZL nahmen dadurch im NS-Staat eine Vorreiterrolle in der Rüstungsforschung ein. Darüber hinaus wurde er Mitglied im Nationalsozialistischen Deutschen Dozentenbund und stellvertretender Dozentenbundführer. Zum 5. November 1933 schloss er sich der SA an. Diese Tätigkeiten führten am 1. April 1946 zur vorübergehenden Suspendierung seiner Ämter durch die britische Militärregierung. Opitz versuchte, sein "überdurchschnittliches
politisches Engagement im Sinne des Nationalsozialismus" zu verschleiern und "mithilfe einer gefälschten KPD-Mitgliedschaft seine Reintegration zu erschleichen". Durch ein Entnazifizierungsverfahren konnte er seine Ämter ab dem 3. März 1948 wieder wahrnehmen. Die Entnazifizierung wurde zuvor zweimal durch die Militärregierung abgelehnt.

## Tätigkeit nach 1945
Mit dem Ende des Zweiten Weltkrieges und der fast völligen Zerstörung der Aachener Einrichtungen war Opitz maßgeblich darum bemüht, die volle Funktionsfähigkeit des WZL wiederherzustellen, das in den letzten Kriegsjahren in das benachbarte Belgien ausgelagert worden war. Es folgten seine erfolgreichsten Jahre in Forschung und Wissenschaft. Opitz schaffte es, das WZL ständig auf den neuesten Stand von Forschung und Entwicklung zu halten und es zu seiner heutigen Weltgeltung zu führen. In diesem Zeitraum entstanden auch die meisten seiner mehr als 200 Publikationen. Zahlreiche internationale Ehrungen und Preise zeugen von enormen Verdiensten, die er für sich und für das WZL vor allem in der Nachkriegszeit erworben hat.
Sein Schüler Walter Eversheim, der 1965 bei ihm promoviert hatte, folgte Opitz nach dessen Emeritierung 1973 auf dem Lehrstuhl.

## Ehrungen (Auswahl)
- Ehrendoktorwürden der Katholischen Universität Löwen (1961), Universität Strathclyde (1966), University of Cincinnati (1969), Aston University Birmingham (1971), Technischen Hochschule Berlin (1971), University of Michigan-Dearborn (1972), Universität Lüttich (1973) und Loughborough University (1973).
- Grashof-Denkmünze des Vereins Deutscher Ingenieure (1967)
- Großes Verdienstkreuz des Verdienstordens der Bundesrepublik Deutschland (1970)
- Träger der Hochschulplakette in Gold im Jahre 1970
- Ernennung zum Ehrensenator der RWTH Aachen im Jahre 1975

Darüber hinaus wird Herwart Opitz als Namensgeber geehrt
- für die seit 1980 von der VDI-Gesellschaft Produktionstechnik vergebene Herwart-Opitz-Medaille
- für das Herwart-Opitz-Haus, der Altbau des WZL (aus den 70ern) an der RWTH
- sowie mit der Herwart-Opitz-Büste im Foyer des WZL aus dem Jahre 1979